# Funzione di Mittag-Leffler
La funzione di Mittag-Leffler {\displaystyle E_{\alpha ,\beta }(z)} è una funzione speciale introdotta dal matematico svedese Gösta Mittag-Leffler nel 1903. È definita con la serie di potenze: 
{\displaystyle E_{\alpha ,\beta }(z)=\sum _{k=0}^{\infty }{\frac {z^{k}}{\Gamma (\alpha k+\beta )}}}
dove {\displaystyle \Gamma } è la funzione Gamma.
Le funzioni di Mittag-Leffler sono importanti nella teoria delle equazioni alle derivate parziali di ordine frazionale.

## Casi speciali
Funzione esponenziale:
{\displaystyle E_{1,1}(z)=\sum _{k=0}^{\infty }{\frac {z^{k}}{\Gamma (k+1)}}=\sum _{k=0}^{\infty }{\frac {z^{k}}{k!}}=\exp(z).}
Funzione degli errori:
{\displaystyle E_{1/2,1}(z)=\exp(z^{2})\operatorname {erfc} (-z).}
Somma di una progressione geometrica:
{\displaystyle E_{0,1}(z)={\frac {1}{1-z}}.}
Funzione iperbolica:
{\displaystyle E_{2,1}(z)=\cosh({\sqrt {z}}).}

## Rappresentazione integrale di Mittag-Leffler
{\displaystyle E_{\alpha ,\beta }(z)={\frac {1}{2\pi i}}\int _{C}{\frac {t^{\alpha -\beta }e^{t}}{t^{\alpha }-z}}\,dt}
dove C passa per {\displaystyle -\infty } e contiene le singolarità e i punti ramificati dell'integrando.